# Кола де моно (коктейль)
Кола де моно або колемоно (букв. хвіст мавпи) — традиційний чилійський напій, який подають у різдвяний період. Схожий на Білий російський.

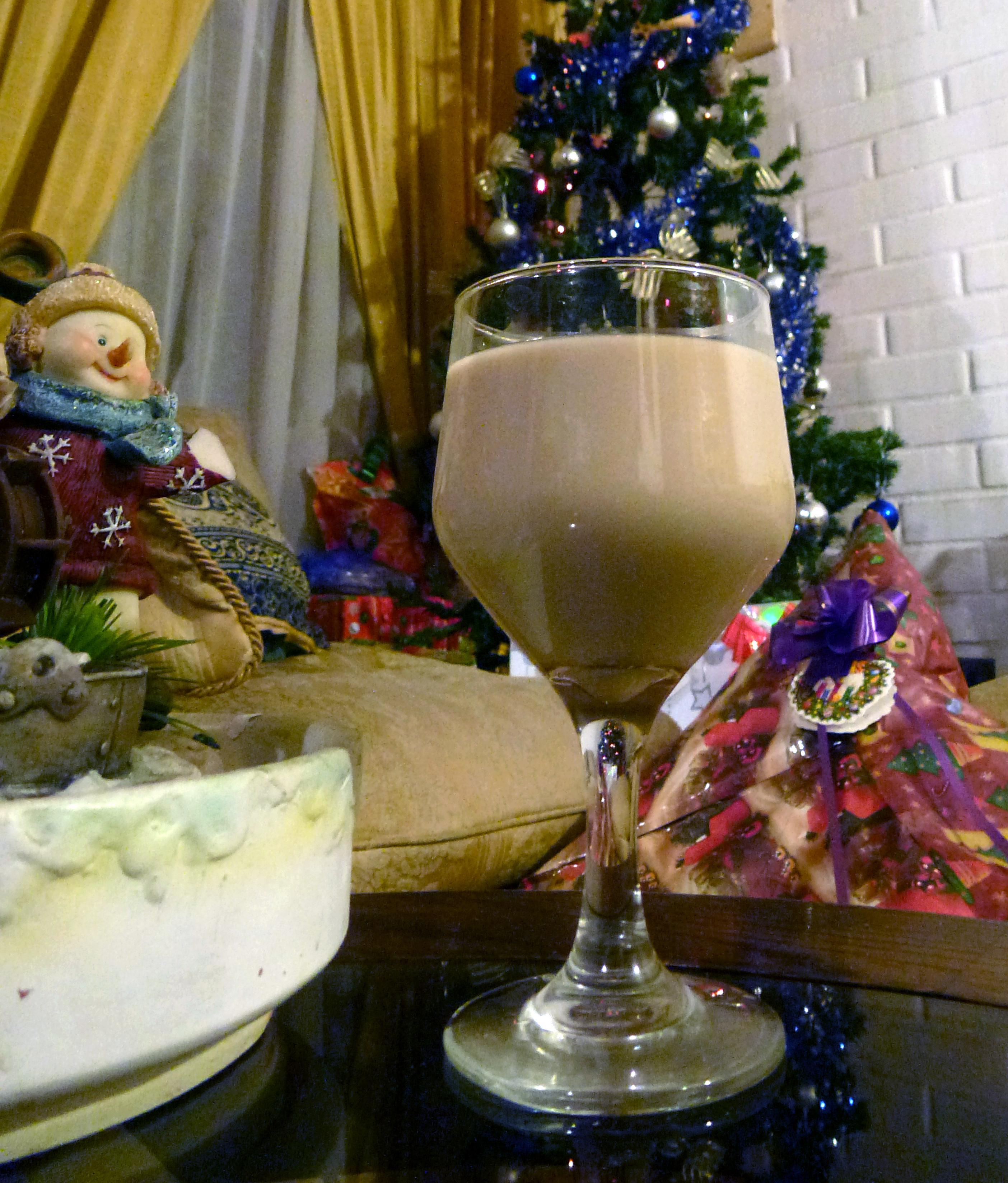
Келих колемоно напередодні Різдва.

Хоча існує багато версій напою, до нього здебільшого входять напій aguardiente, молоко, цукор, кава та гвоздика. Є також і безалкогольна версія коктейлю.
Зазвичай його готують у період Різдва та Нового року, подаючи з чилійською випічкою пан де паскуа (ісп. Pan de Pascua).

## Етимологія
Існує кілька теорій навколо походження назви напою. Оскільки цей напій домашнього приготування, початково його закорковували у пляшки з етикетками компанії Anís del Mono. З часом утворилась гра слів cola de mono. Однак, відповідно до більш поширеної теорії, назву пов'язують з президентом Педро Монттом, що мав прізвисько Ель Моно Монтт (El Mono Montt), або Мавпа Моннт (Monkey Montt). Протягом вечірки, Монтт приготувався йти та попросив свій револьвер, Кольт. Його переконали залишитись та продовжити гуляння. Коли після усього спожитого вина гості все ще були спраглі до напоїв, він змішав молоко, каву, напій aguardiente та цукор. Поступово напій здобув популярність та отримав назву «Кольт де Монтт» («Colt de Montt»), що з часом переросло у «Кола де Моно» (Cola de Mono), а далі у «Колемоно» (Colemono). Остання назва входить до словників та побутує в усному вжитку.